# Lepidium kalenbornii
Lepidium kalenbornii är en korsblommig växtart som beskrevs av Charles Leo Hitchcock. Lepidium kalenbornii ingår i släktet krassingar, och familjen korsblommiga växter. Inga underarter finns listade i Catalogue of Life.